# دالي كلارك
دالي كلارك (بالإنجليزية: Dale Clarke)‏ (و. 1978  م) هو لاعب هوكي الجليد كندي، ولد في سارنيا، أونتاريو، مركز لعبه هو مدافع ‏.

## التعليم
تعلم في جامعة سانت لورانس.

## روابط خارجية
- دالي كلارك على موقع دوري الهوكي الوطني (الإنجليزية)
- دالي كلارك على موقع EliteProspects.com (الإنجليزية)
- دالي كلارك على موقع HockeyDB.com (الإنجليزية)
- دالي كلارك على موقع Hockey-Reference.com (الإنجليزية)